# Fritz Mehnert

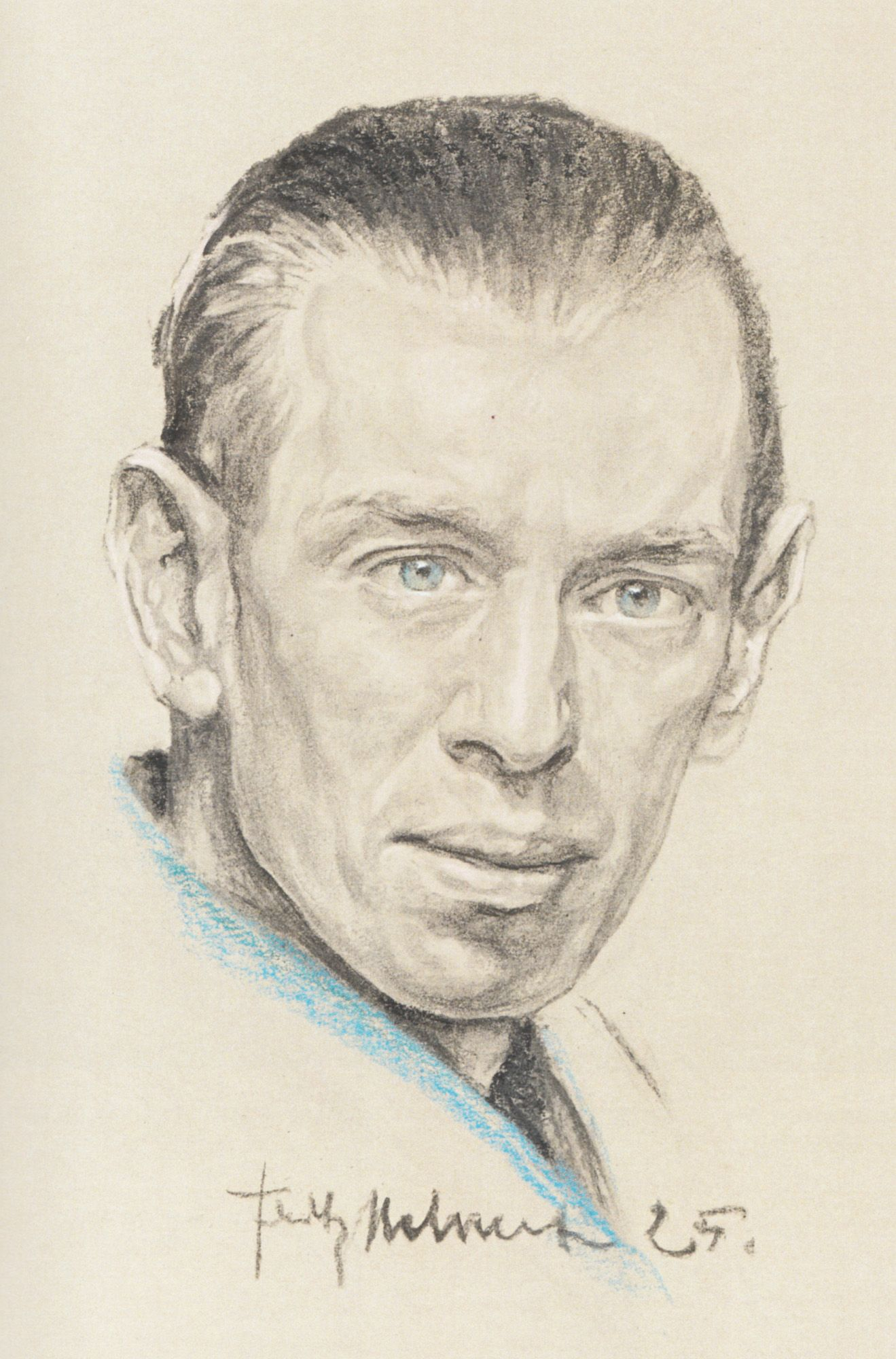
Fritz Mehnert: Selbstbildnis, 1925

Fritz Karl Paul Erich Mehnert (* 16. Oktober 1891 in Naumburg (Saale); † 23. März 1932 in Klinga bei Naunhof) war ein deutscher Maler und Grafiker.

## Leben und Wirken
Fritz Mehnert war der Sohn des Landwirts Friedrich Gustav Mehnert (1853–1938) und seiner Frau Minna Adelheid geborene Lange (1857–1931). Fritz war das mittlere von drei Kindern des Ehepaares. 1904 zog die Familie nach Klinga bei Naunhof, wo Fritz Mehnert 1906 den in Naumburg begonnenen Schulbesuch beendete. Von 1906 bis 1909 besuchte er die Königliche Akademie für graphische Künste und Buchgewerbe in Leipzig. Otto Richard Bossert (1874–1919) und Walter Tiemann (1876–1951) waren hier seine wichtigsten Lehrer.

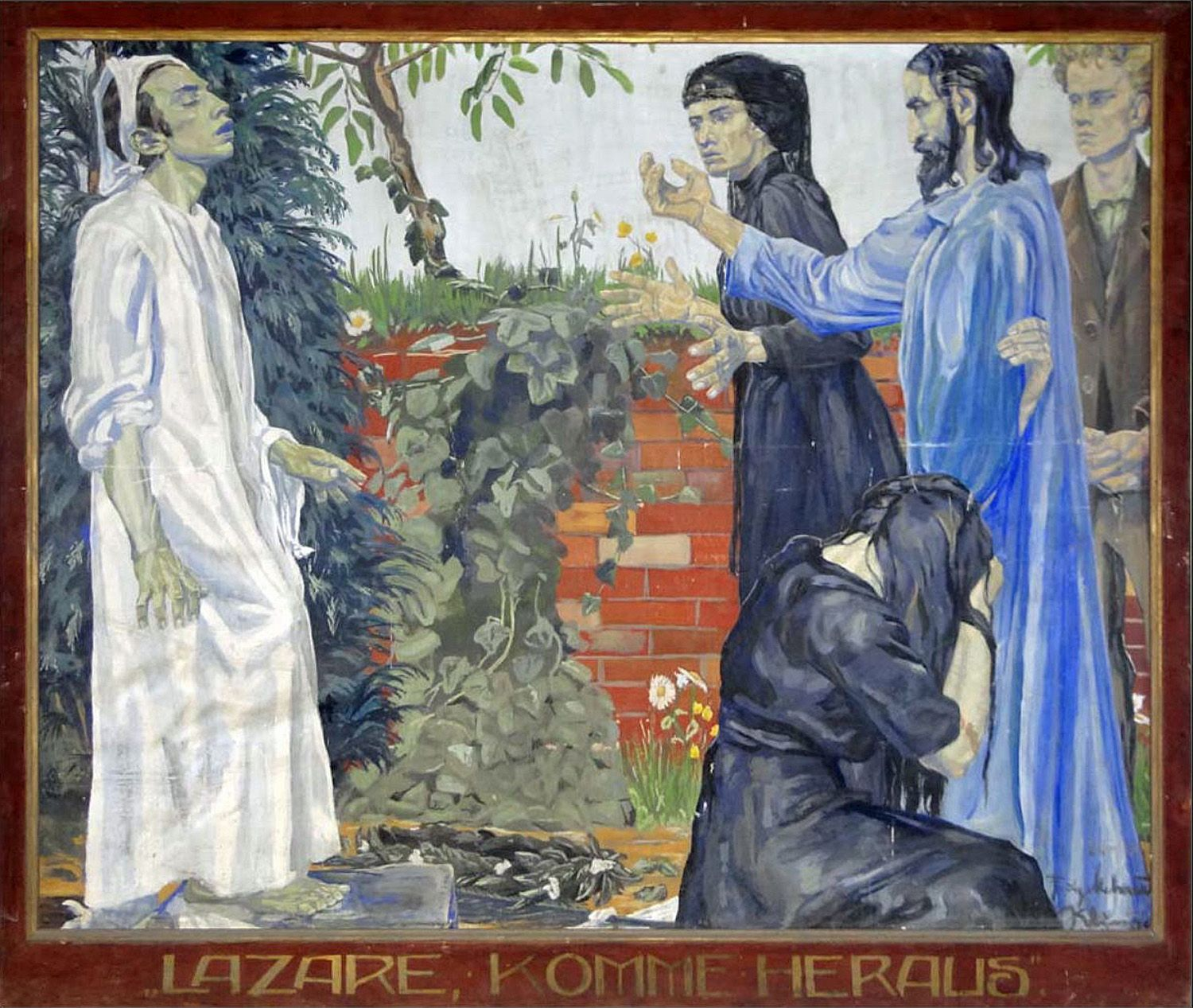
Die Erweckung des Lazarus (1911) in der Kirche Klinga

Ab 1910 wirkte er freischaffend als Maler und Grafiker in Klinga, behielt aber Kontakt zur Leipziger Malerszene. Seine Karriere begann bemerkenswert: Der erst Zwanzigjährige schenkte 1912 der Kirchgemeinde Klinga ein großformatiges Bild der „Erweckung des Lazarus“. Der verunsicherte Kirchenvorstand holte beim Verein für kirchliche Kunst in Dresden ein Gutachten ein, das positiv ausfiel. Seitdem hängt das Bild als eines der Hauptwerke Mehnerts in der Klingaer Kirche. Es wird vermutet, dass sich der Künstler im Lazarus selbst dargestellt hat und in dem jungen Mann ganz rechts seinen Bruder.
Fritz Mehnert unternahm mehrere Studienreisen innerhalb Deutschlands: Berlin und Brandenburg (1911), Dresden und Umgebung (1913), Franken (1928) und Thüringen (1929). Von Oktober 1915 bis Dezember 1918 war er zum Kriegsdienst eingezogen und wurde 1917 verwundet. Offenbar bei einem Heimaturlaub heiratete er im März 1917 die aus dem benachbarten Großsteinberg stammende Rosa Olga Müller (1893–1971). 1926 wurde ihre Tochter Doris Mirjam Jo geboren, nachdem ein Jahr zuvor ein Kind bei der Geburt gestorben war.
1921 wurde Mehnert Mitglied im Leipziger Künstlerverein, und 1922 war er Mitbegründer der Künstlergruppe Leipziger Sieben. 1924 war er an der Gründung der Kunst- und Literaturzeitschrift „Der Sphäronaut“ durch den Leipziger Maler und Grafiker Arthur Michaelis (1864–1946) beteiligt und steuerte für die insgesamt fünf Ausgaben des Blattes sieben Lithografien bei, in denen der stilistische und inhaltliche Einfluss durch Michaelis und andere Leipziger Grafiker deutlich wird.
Im Jahr 1929 erkrankte Fritz Mehnert an Lungentuberkulose. Ein mehrmonatiger Kuraufenthalt 1931 im Deutschen Haus in Agra bei Lugano brachte nicht den gewünschten Erfolg. Fritz Mehnert starb vierzigjährig im März des Folgejahres und wurde in Klinga beigesetzt.
Die Werke Mehnerts, die der Richtung der Leipziger Malerei der ersten Hälfte des 20. Jahrhunderts zuzurechnen sind, stellen zumeist Porträts und Personen aus seinem Umfeld, Motive seiner ländlichen Heimat, aber in der Grafik auch abstrakte Themen dar. Seine Techniken sind den ausgewählten Werkangaben zu entnehmen. Seine Bilder befinden sich weitverstreut zumeist in Privatbesitz, oft mit unbekanntem Aufenthaltsort und erst in Auktionen auftauchend.

## Ausstellungen
- 1910: Graphische Ausstellung  des deutschen Künstlerbundes im Buchgewerbehaus Leipzig
- 1921: Kollektivausstellung in der Galerie Remmler (Leipzig)
- 1922: Ausstellung der von Mehnert mitgegründeten Künstlergruppe „Leipziger Sieben“
- 1930: Zwei Ölgemälde Mehnerts auf der Jahresausstellung des Leipziger Kunstvereins
- 1937: Jubiläumsausstellung des Leipziger Kunstvereins „150 Jahre Kunst und Künstler in  Leipzig“
- 1996: Retrospektive in der Galerie Görl in Naumburg
- 2013: Werkschau mit mehr als 50 Gemälden und Grafiken in der Kirche Klinga[2]

## Werke (Auswahl)
- Küche der Großeltern, Öl auf Leinwand (1909)
- Zwei Aktzeichnungen, Kohle- und Kreidezeichnung (1910)
- Die Erweckung des Lazarus, Öl auf Leinwand, Kirche Klinga (1911)
- Rosa Olga Müller, (spätere Ehefrau), schwarze Kreide und Pastell (1912)
- Rosa Olga Müller, Kaltnadelradierung (1914)
- Rosa Olga Mehnert, schwarze Kreide und Pastell (1919)
- Bäuerinnen bei der Feldarbeit, Öl auf Leinwand (1921)
- Die Wasserträgerin, Öl auf Leinwand (1922)
- Der Schauspieler Rudolf Friedrich, Lithografie (1924)
- 7 Lithografien für die Zeitschrift „Der Sphäronaut“ (1924)[3]
- Selbstbildnis, Pastell- und Kreidezeichnung, MdbK Leipzig (1925)
- Andromeda, Öl auf Leinwand (1925)
- Sehnsucht, Lithografie (1925)
- Die Kirche zu Klinga, Lithografie (1927)
- Das Wohnhaus von Fritz Mehnert, farbige Kreiden (1928)
- Steinbruch Ruhmberg (um 1925/1935, Öl auf Leinwand, 147 × 102 cm; Kreismuseum Grimma)[4]
- Friedrich Gustav Mehnert (der Vater), Öl auf Leinwand (1930)
- Minna Adelheid Mehnert (die Mutter), Öl auf Leinwand (1930)
- Tierkreiszeichen an der Sonnenuhr der Kirche Klinga (nicht erhalten) (1931)

## Bildbeispiele

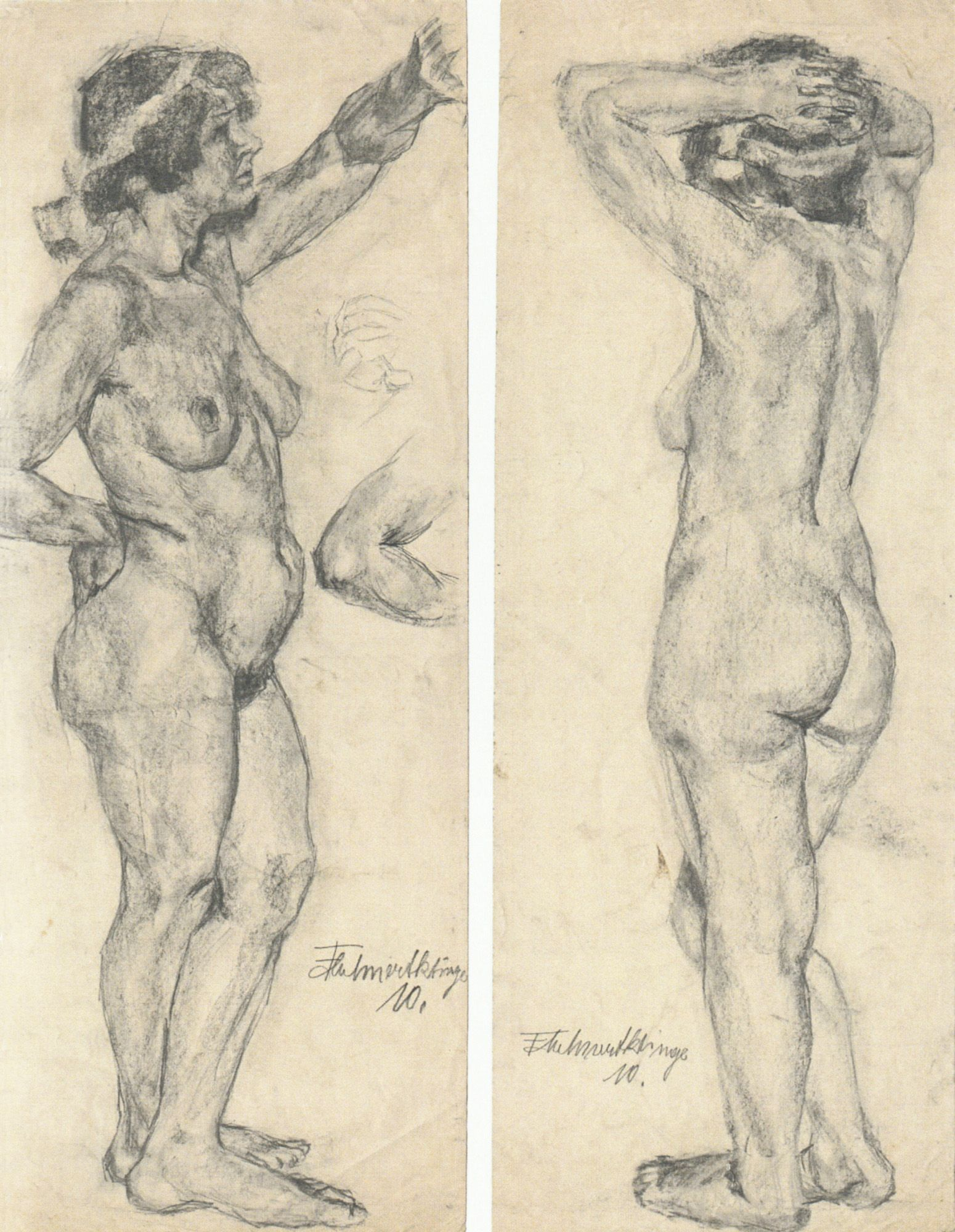
Zwei Akte (1910)
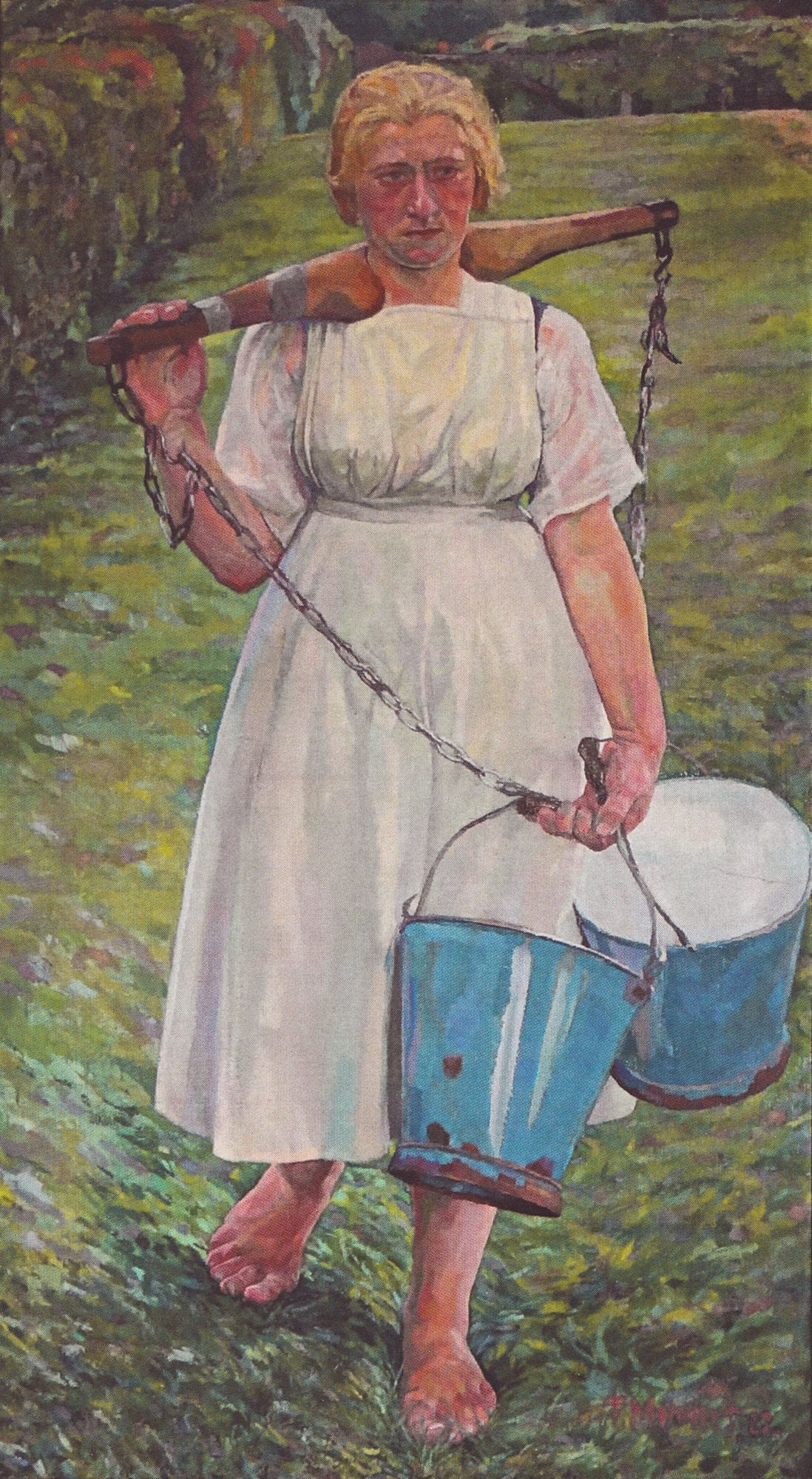
Die Wasserträgerin (1922)
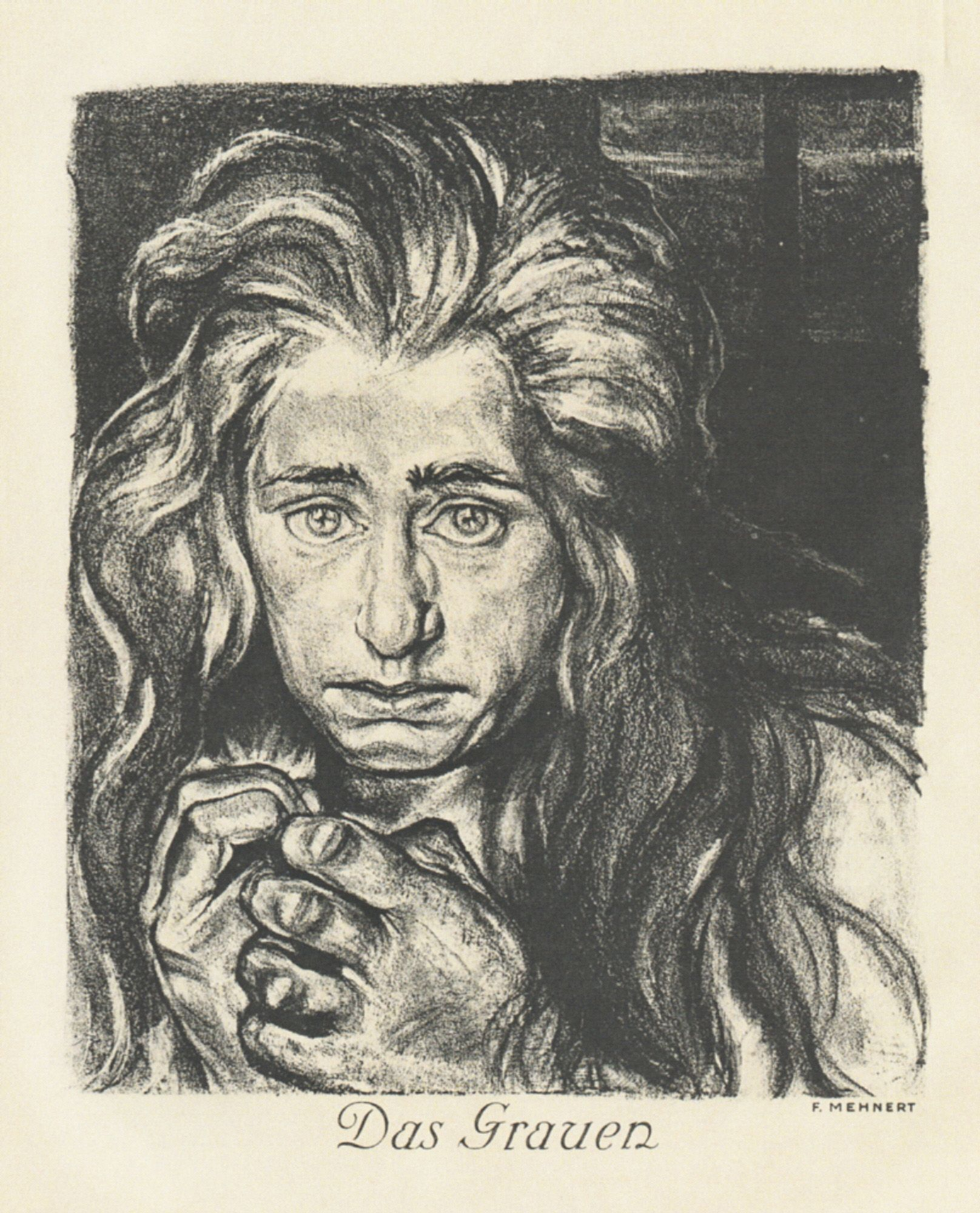
Das Grauen (1924)
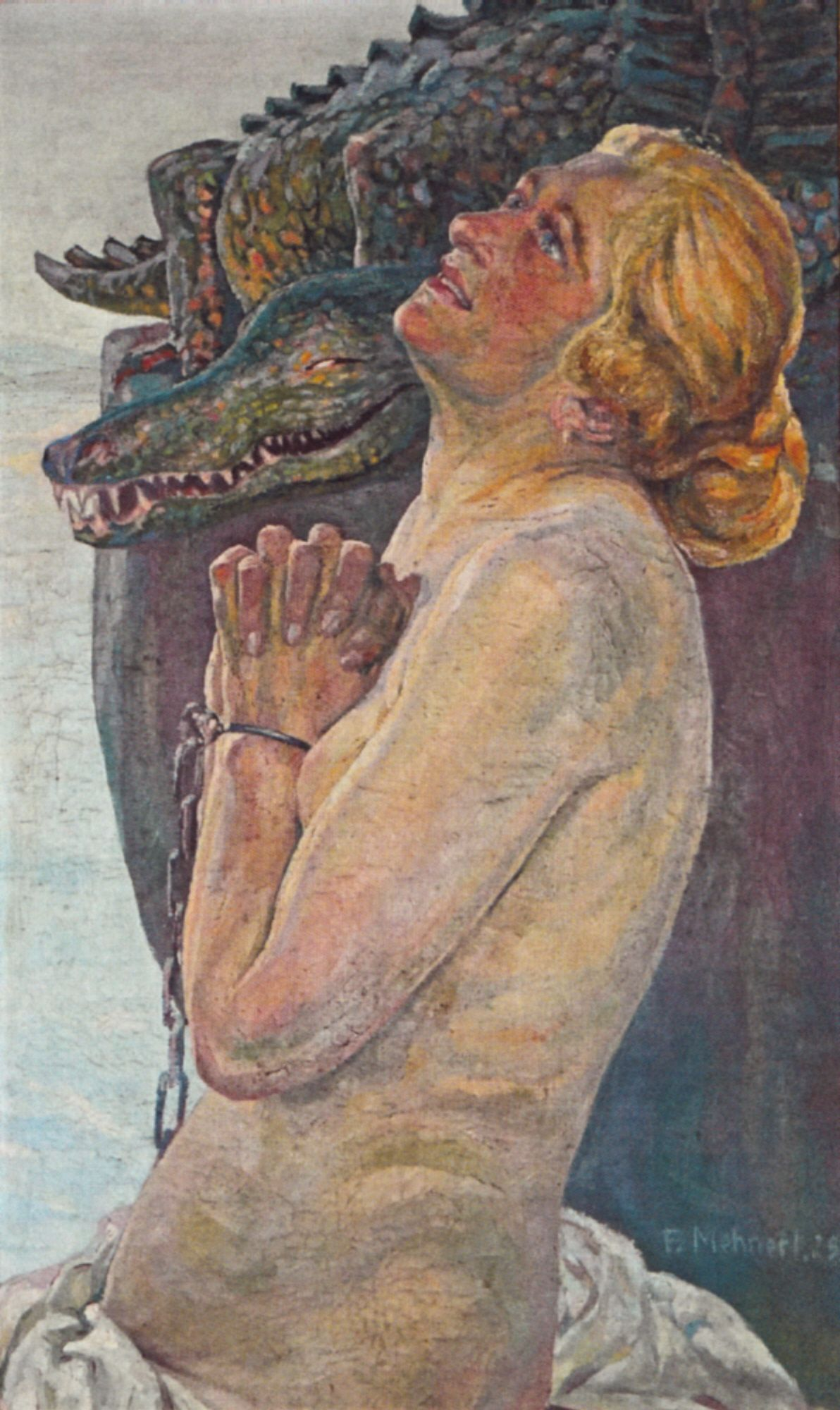
Andromeda (1925)
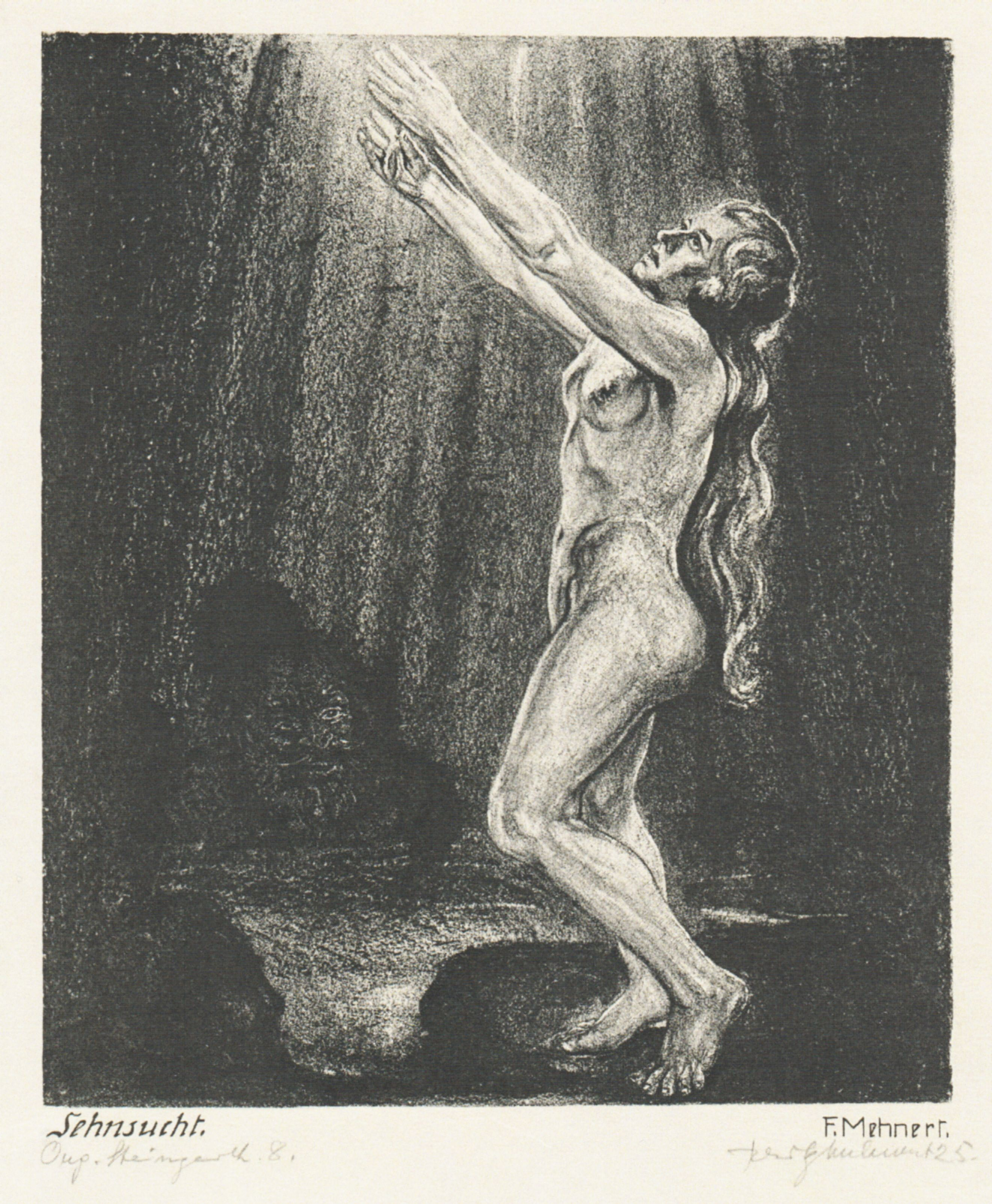
Sehnsucht (1925)
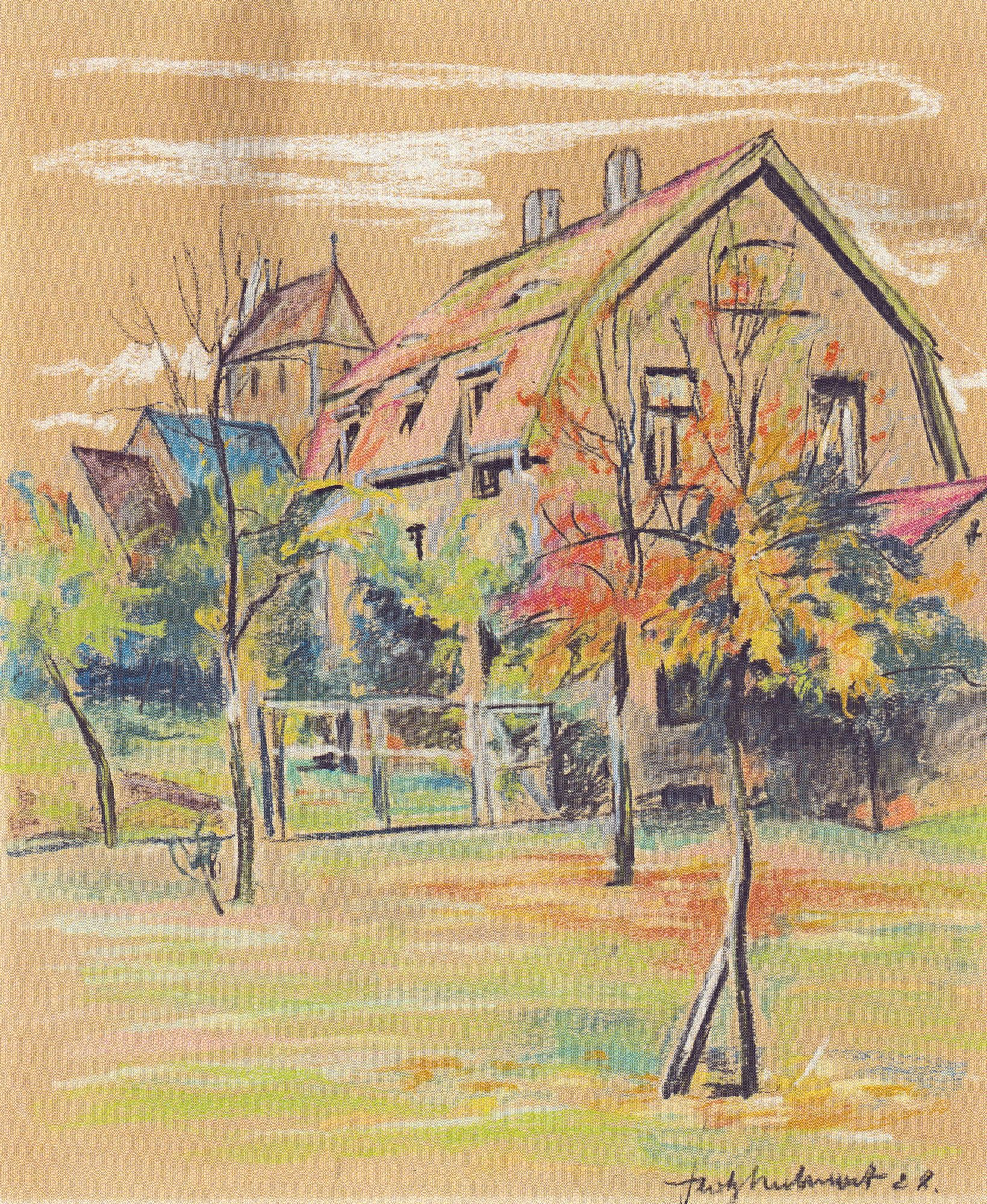
Mehnerts Wohnhaus (1928)